# Іван Белошевич
Іван Белошевич (сербохорв. Ivan Belošević; 12 вересня 1909, Сисак — 7 жовтня 1987, Белград) — югославський футболіст, що грав на позиції захисника.
Виступав, зокрема, за клуби «Конкордія» (Загреб) та «Граджянскі», а також національну збірну Хорватії.

## Клубна кар'єра
У дорослому футболі дебютував 1931 року виступами за команду клубу «Конкордія» (Загреб), в якій провів шість сезонів.
1937 року перейшов до клубу «Граджянскі», за який відіграв 3 сезони. Завершив професійну кар'єру футболіста виступами за команду «Граджянскі» у 1940 році.

## Виступи за збірні
1933 року дебютував в офіційних матчах у складі національної збірної Югославії. Протягом кар'єри у національній команді, яка тривала 7 років, провів у її формі 14 матчів.
Помер 7 жовтня 1987 року на 79-му році життя у місті Белград.

## Титули і досягнення
- Чемпіон Югославії (1):

«Граджянскі»: 1940